# Hylaeus namaquensis
Hylaeus namaquensis är en biart som beskrevs av Cockerell 1942. Hylaeus namaquensis ingår i släktet citronbin, och familjen korttungebin. Inga underarter finns listade i Catalogue of Life.